# Handknattleiksfélag Kópavogs
Handknattleiksfélag Kópavogs – islandzki klub piłkarski, mający siedzibę w mieście Kópavogur, w południowo-zachodniej części kraju. Obecnie występuje w 1. deild islandzkiej.

## Historia
Chronologia nazw:
- 1970: Handknattleiksfélag Kópavogs

Klub Sportowy Handknattleiksfélag Kópavogs został założony 26 stycznia 1970 w miejscowości Kópavogur.  Początkowo był to tylko zespół piłki ręcznej, a drużyna piłkarska powstała w 1992 roku. W sezonie 1992 drużyna startowała w 3. deild karla, natychmiast awansując z pierwszego miejsca do 2. deild karla. W 1997 klub wygrał mistrzostwo trzeciej ligi i awansował do 1. deild karla. Jednak w 1998 zajął ostatnie 10.miejsce i spadł z powrotem do 2. deild karla, a w 2000 został zdegradowany do 3. deild karla. Po roku gry na czwartym poziomie wrócił do 2. deild karla. W następnym 2002 roku zajął pierwsze miejsce w lidze i awansował do 1. deild karla. W 2006 po zajęciu drugiej pozycji klub zdobył historyczny awans do najwyższej ligi, zwanej Úrvalsdeild. W 2007 roku drużyna piłkarska po raz pierwszy debiutowała w Úrvalsdeild, zajmując 9.lokatę. Klub został zdegradowany w drugim sezonie do drugiego poziomu i ponownie spadł do trzeciego poziomu w 2011 roku. W sezonie 2013 wrócił do 1. deild karla, zajmując pierwsze miejsce w lidze. W 2018 został sklasyfikowany na drugiej pozycji i otrzymał promocję do najwyższej klasy.

## Barwy klubowe i strój
| Czerwony | Biały |

Klub ma barwy czerwono-białe, które są kolorami herbu klubu. Piłkarze domowe spotkania zazwyczaj grają w pasiastych poziomo biało-czerwonych koszulkach, czerwonych spodenkach oraz pasiastych biało-czerwonych getrach. Na wyjeździe korzystają z czarnego stroju.

## Sukcesy

### Trofea międzynarodowe
Nie uczestniczył w rozgrywkach europejskich (stan na 31-05-2018).

### Trofea krajowe
| \| \| Zdobyte trofea w rozgrywkach Islandii (stan na: 31-12-2018) \| |                                                             |      |            |
| Rozgrywki                                                            | Osiągnięcie                                                 | Razy | Sezon(y)   |
| Mistrzostwo                                                          | I miejsce                                                   | 0    |            |
| Mistrzostwo                                                          | II miejsce                                                  | 0    |            |
| Mistrzostwo                                                          | III miejsce                                                 | 0    |            |
| Mistrzostwo                                                          | 9. miejsce                                                  | 1    | 2007       |
| Puchar                                                               | zdobywca                                                    | 0    |            |
| Puchar                                                               | finalista                                                   | 0    |            |
| Puchar                                                               | półfinalista                                                | 1    | 2004       |
| II liga                                                              | I miejsce                                                   | 0    |            |
| II liga                                                              | II miejsce                                                  | 2    | 2006, 2018 |
| II liga                                                              | III miejsce                                                 | 2    | 2004, 2009 |
| Islandia                                                             | Zdobyte trofea w rozgrywkach Islandii (stan na: 31-12-2018) |      |            |

- 2. deild karla (D3):
  - mistrz (1): 1997, 2002, 2013
- 3. deild karla (D4):
  - mistrz (1): 1992, 2001

## Poszczególne sezony

### Rozgrywki międzynarodowe

#### Europejskie puchary
Nie uczestniczył w rozgrywkach europejskich (stan na 31-05-2018).

### Rozgrywki krajowe
| \| Islandia \| Bilans występów klubu w rozgrywkach piłkarskich Islandii (Stan na 31 grudnia 2018 r.) \| \| |                                                                                       |        |       |   |   |   |    |    |     |                                                  |        |        |       |
| Poziom | Rozgrywki                                                                             | Sezony | Mecze | Z | R | P | B+ | B– | Pkt | Lata                                             | Awanse | Spadki | Naj.  |
| I | Úrvalsdeild                                                                           | 2      |       |   |   |   |    |    |     | 2007–2008, od 2019                               | 0      | 1      | 9     |
| II | 1. deild karla                                                                        | 15     |       |   |   |   |    |    |     | 1994–1995, 1998, 2003–2006, 2009–2011, 2016–2018 | 2      | 3      | 2     |
| III | 2. deild karla                                                                        | 8      |       |   |   |   |    |    |     | 1993, 1996–1997, 1999–2000, 2002, 2012–2013      | 4      | 1      | 1     |
| IV | 3. deild karla                                                                        | 2      |       |   |   |   |    |    |     | 1992, 2001                                       | 2      | 0      | 1     |
| | Puchar                                                                                | 27     |       |   |   |   |    |    |     | od 1993                                          | 0      | 0      | 1/2 f |
| Islandia                                                                                                   | Bilans występów klubu w rozgrywkach piłkarskich Islandii (Stan na 31 grudnia 2018 r.) |        |       |   |   |   |    |    |     |                                                  |        |        |       |

## Trenerzy
| Lp. | Imię i nazwisko          | Okres urzędowania | Okres urzędowania |
| --- | ------------------------ | ----------------- | ----------------- |
| 1.  | ?                        | 01.01.1992        | 31.12.2000        |
| 2.  | Gunnar Guðmundsson       | 01.01.2001        | 08.07.2008        |
| 3.  | Gunnar Guðmundsson       | 01.01.2004        | 08.07.2008        |
| 4.  | Rúnar Páll Sigmundsson   | 08.07.2008        | 31.12.2009        |
| 5.  | Tomas Ingi Tomasson      | 01.01.2010        | 15.06.2011        |
| 6.  | ?                        | 15.06.2011        | 31.12.2012        |
| 7.  | Gunnlaugur Jónsson       | 01.01.2013        | 09.10.2013        |
| 8.  | Thorvaldur Örlygsson     | 11.10.2013        | 04.10.2015        |
| 9.  | Dean Edward Martin       | 01.01.2016        | 19.07.2016        |
| 10. | Joey Gudjónsson          | 19.07.2016        | 2017              |
| 11. | Petur Petursson          | 2017              | 31.12.2017        |
| 12. | Brynjar Björn Gunnarsson | 01.01.2018        | obecnie           |

## Struktura klubu

### Stadion
Klub rozgrywa swoje mecze domowe na stadionie Kórinn w Kópavogur, który może pomieścić 5 500 widzów i został wybudowany w 2007 roku.

### Inne sekcje
Klub prowadzi drużyny dla dzieci i młodzieży w każdym wieku. Działają sekcje piłki ręcznej, siatkówki, tenisu stołowego, tańca, taekwondo i bandy.

## Kibice i rywalizacja z innymi klubami

### Derby
- Breiðablik UBK